# Phenoxypropazin
Phenoxypropazine (tên thương mại Drazine) là một chất ức chế monoamin oxydase không thể đảo ngược và không chọn lọc (MAOI) thuộc họ hydrazine. Nó được giới thiệu như một thuốc chống trầm cảm vào năm 1961, nhưng sau đó đã bị rút vào năm 1966 do những lo ngại về độc tính gan.